# Champ de Maxwell
En 1865, le physicien James Clerk Maxwell unifia toutes les lois connues de l'électricité et du magnétisme : la théorie de Maxwell repose sur l'existence d'un champ transmettant des actions d'un lieu à un autre. Il comprit que les champs qui transmettent les perturbations électriques et magnétiques sont des entités dynamiques; ils peuvent osciller et se propager dans l'espace.
La synthèse maxwelienne de l'électromagnétisme peut être condensée en quatre équations qui décrivent la dynamique de ces champs; il en tira lui-même la première grande conclusion de ces équations en précisant que les ondes électromagnétiques, autrement dit la lumière, de toutes fréquences se propagent dans l'espace à une vitesse invariable, la vitesse de la lumière, indépendamment du référentiel.
Tout champ de Maxwell comprend des ondes de longueurs différentes ; et, dans une onde, les champs oscillent d'un état à un autre. Pour en avoir une image simplifiée on peut comparer cette oscillation à celle d'un pendule.
Cet article se propose d'utiliser cette analogie afin d'apprécier certains aspects quantiques du champ de Maxwell.

## État de base
Selon la théorie quantique, l'état fondamental (c'est-à-dire de plus basse énergie) d'un pendule n'équivaut pas à l'atteinte d´un niveau d'énergie nulle lié à une verticalité totale, car cet objet aurait à la fois une position définie et une vitesse définie, toutes deux égales à zéro. Le principe d'incertitude qui interdit de mesurer en même temps la position et la vitesse serait alors violé. L'incertitude de la position multipliée par celle de l'impulsion doit être plus grande que la constante de Planck.
L'état de base d'un pendule ne correspond donc pas à l'atteinte d'une énergie nulle comme on aurait pu s'y attendre. Même à son état de base, un pendule ou n'importe quel système oscillant est inévitablement le siège d'une quantité minimale de fluctuations dites de point zéro: il en découle que le pendule ne présente pas forcément une verticalité totale, bien qu'il le soit en moyenne, mais a aussi une certaine probabilité de former un angle qui l'écarte un peu de la verticale. Même dans le vide et dans leur état de plus basse énergie, les ondes d'un champ de Maxwell quantique ne sont pas non plus exactement égales à zéro, elles le sont seulement en moyenne. Par ailleurs, plus la fréquence du pendule ou de l'onde est haute, plus l'énergie de l'état fondamental est élevée.

## L'effet Casimir
L'énergie des fluctuations d'état de base peut être détectée grâce à l'effet Casimir : si une paire de plaques de métal séparées par une faible distance sont disposées parallèlement, le nombre des longueurs d'onde réfléchies entre les plaques est légèrement réduit par rapport à leur nombre extérieur : ces densités d'énergie différentes engendrent une force d'attraction qui rapproche les plaques l'une de l'autre, force qu'on a observée expérimentalement.